# Gwerz (groupe)
Pour les articles homonymes, voir Gwerz.
 (avril 2025).
Si vous disposez d'ouvrages ou d'articles de référence ou si vous connaissez des sites web de qualité traitant du thème abordé ici, merci de compléter l'article en donnant les références utiles à sa vérifiabilité et en les liant à la section « Notes et références ».
Gwerz est un groupe de musique traditionnelle bretonne français créé en 1981, originaire de Centre-Bretagne.
Le nom traduit la volonté des cinq musiciens d'interpréter en priorité des gwerzioù (chants racontant une histoire, dramatique, anecdotique, historique ou mythologique) sur un accompagnement musical traditionnel et de compositions. Ils ont profondément marqué la musique bretonne dans cette décennie 80, notamment en faisant rencontrer le chant breton et le couple bombarde/biniou. Ils ajoutent des sonorités irlandaises avec le violon et le uilleann pipes.

## Composition
Dans le milieu des années 1980, le groupe était composé de Patrick et Jacky Molard, Erik Marchand, Youenn le Bihan et Soïg Sibéril.

## Historique

### Origine

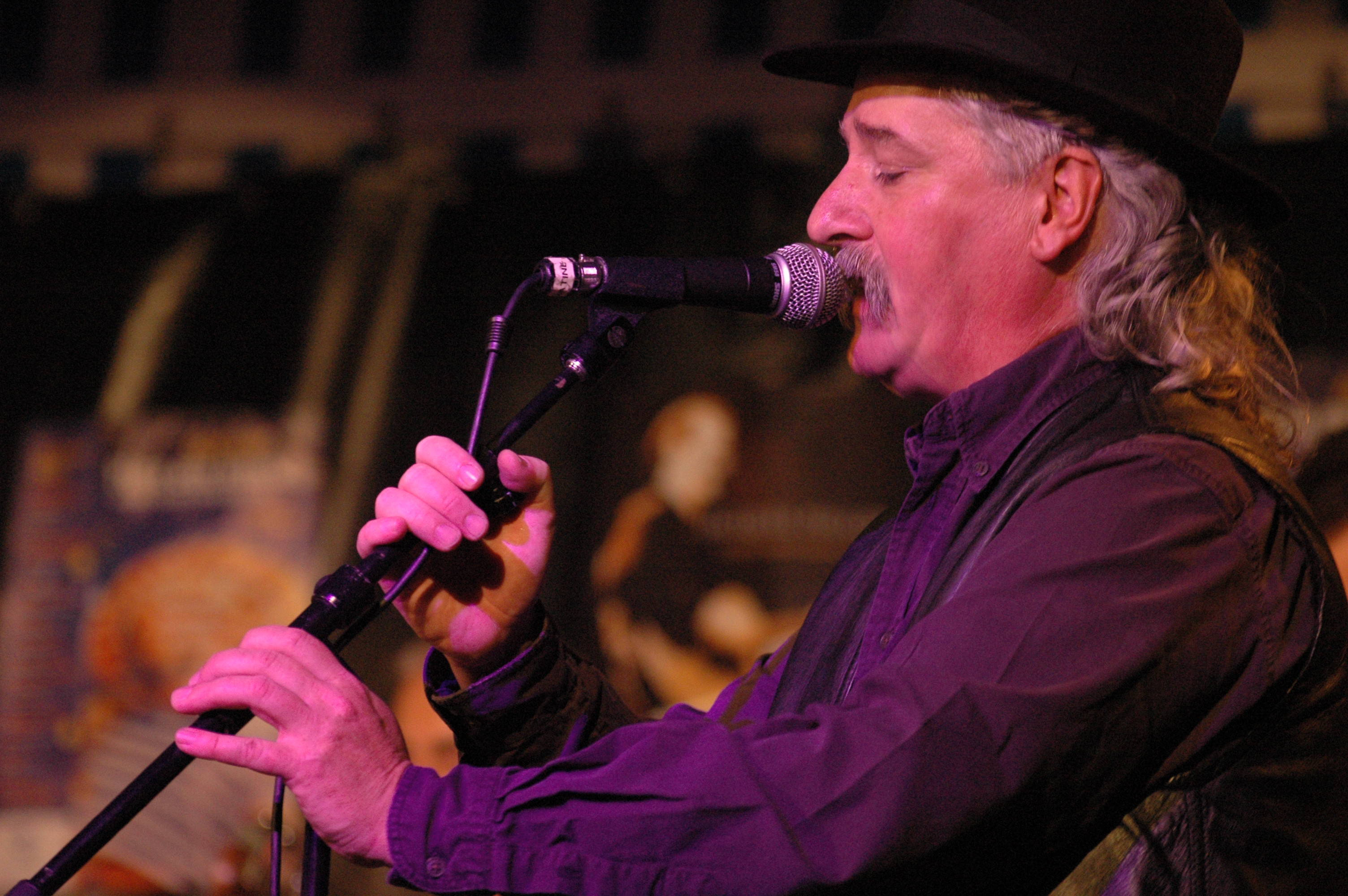
Erik Marchand interprète des gwerzioù, des complaintes bretonnes.

Habitués aux "sessions" entre sonneurs et chanteurs, à Kermorvan en Poullaouen, des musiciens du Centre Bretagne ont l'idée de créer un groupe de musique bretonne original, délaissant d'emblée la musique de fest-noz au profit d'airs à écouter.
Le groupe est fondé par Erik Marchand, Youenn Le Bihan est à la bombarde et au piston.[réf. nécessaire].

### Gwerz, Nouvelle musique de Bretagne(1985)
En 1985, il sort un premier album, Gwerz, Nouvelle musique de Bretagne, chez Dastum. Le groupe coproduit cette première œuvre avec l'association Dastum et invite le percussionniste Bruno Caillat sur deux morceaux, avant qu'il n'en fasse réellement partie. Les musiciens ont tous un grand respect du timbre breton et possèdent une connaissance de la musique non tempérée, d'apparence simple mais aux structures complexes et aux variations subtiles. Pour la revue ArMen, « rarement, depuis les premiers disques de Stivell, un album aura tant apporté à l'élaboration d'une musique propre à la Bretagne ».
L'année suivante, l'album est Triskell d'or (récompense la promotion et le développement de la musique bretonne) et le 33 tours resort sous le nom Gwerz, musique bretonne de toujours.... La formation connaît un rapide succès et des tournées internationales sont organisées[réf. nécessaire].
Le groupe fusionne avec le groupe Kornog pour former le Pennoù Skoulm.

### Au-Delà(1987)
En 1987, le groupe enregistre l'album Au-Delà.

### Changements dans le groupe
Ce n'est qu’en 1992 que la formation se retrouve pour un concert à Spezet, lors de la fête des vingt ans des Diaouled Ar Menez ; il marque un nouveau souffle, l'arrivée de nouveaux musiciens (Gaby Kerdoncuff, Alain Genty à la basse) et l'envie forte de présenter de nouveaux répertoires. Le concert fait l'objet d'un disque qui sort sur le label fondé par Jacky Molard et Erik Marchand : Gwerz Pladenn, distribué par Coop Breizh. Gwerz Live rassemble les morceaux des deux premiers disques, mais interprétés et arrangés d'une manière différente, mêlant aussi l'improvisation.
Ensuite, la formation ne joue que ponctuellement. En 1997, le groupe est programmé au festival des musiques du monde de Ris-Orangis. En 1999, leur premier album a été réédité sous le label Ethnéa et ils jouent l'été en Bretagne (le guitariste Jacques Pellen remplace Soïg Sibéril sur certaines dates). En 2001, Gwerz se rend à une fête celtique à Dunkerque et Jacques Pellen accompagne le groupe au festival De bouche à oreille dans les Deux-Sèvres.

## Style artistique
C'est grâce à la profonde imprégnation culturelle des musiciens, à leur amitié avec les interprètes reconnus dans leur milieu comme les meilleurs porteurs de la tradition, que la musique de Gwerz se révèle à la fois comme une musique traditionnelle "classique" par le respect des règles et une musique moderne libre. 

## Discographie
- 1985 : Musique bretonne de toujours... (Dastum, réédition 1999 Ethnéa/Musea)
- 1988 : Au-delà... (Escalibur/Coop Breizh) Grand Prix de l’Académie Charles-Cros
- 1993 : Live (Gwerz Pladenn/Coop Breizh)

### Films
- Gwerz de Jean-Charles Huitorel, 1988, Arc Bretagne, 26 min.